# Murder at Prime Suites
Murder at Prime Suites (M@PS) es una película de suspenso y crimen nigeriana de 2013 dirigida por Chris Eneng. Está protagonizada por Joseph Benjamin, Keira Hewatch y Chelsea Eze. Fue inspirada en un caso de asesinato muy similar y publicitado, ocurrido en Lagos.

## Sinopsis
Florence Ngwu (Chelsea Eze) ha sido horriblemente asesinada en un hotel. El culpable aún no ha sido identificado. Es entonces cuando el agente Ted (Joseph Benjamin) es enviado para investigar las circunstancias que llevaron a su muerte, encontrar al culpable y hacer justicia. 

## Elenco
- Joseph Benjamin como el agente Ted[6]
- Keira Hewatch como Agente Hauwa
- Chelsea Eze como Florence Ngwu
- Okey Uzoeshi como Jide Coker
- Stan Nze como Adolf

## Recepción
Las reacciones a la película variaron de mixtas a positivas, con Sodas and Popcorns dándole un puntaje promedio de 3 sobre 5 y diciendo "Es una buena película, diferente, creativa, pero algunos tornillos parecían un poco flojos".
Recibió nominaciones en los Africa Magic Viewers Choice Awards 2014 en las categorías Mejor Película (Drama) y Mejor Sonido.